# Powstanie republikanów w Paryżu w 1832
Powstanie republikanów w Paryżu w 1832 – pierwsza w czasach monarchii lipcowej próba obalenia rządów Ludwika Filipa I i powrotu do ustroju republikańskiego. Jej bezpośrednimi przyczynami była działalność agitacyjna tajnych ugrupowań lewicowych w połączeniu z rosnącym niezadowoleniem społecznym.

## Sytuacja społeczna w Paryżu po rewolucji lipcowej
Uchwalenie wbrew oczekiwaniom społeczeństwa monarchii konstytucyjnej we Francji w 1830 r. nie spotkało się w pierwszych latach ze szczególnie natężonymi protestami. Jednak na przełomie lat 1831/1832 głównie w większych miastach zaczęły się formować tajne stowarzyszenia, związane w pierwszej fazie głównie z ruchem karbonarskim. Rekrutowały one członków przede wszystkim w gronie inteligentów, studentów, rzadziej robotników. Komórki stowarzyszeń, liczące od kilku do kilkudziesięciu osób, rejestrowały się jako stowarzyszenia charytatywne, walczące z analfabetyzmem, różnego rodzaju kluby dyskusyjne itp. by móc legalnie pozyskać lokal i względnie skutecznie unikać policyjnej kontroli. Do najbardziej znanych stowarzyszeń należały Societé des amis du peuple (Stowarzyszenie Przyjaciół Ludu) oraz Societé des Saisons (Stowarzyszenie Pór Roku). Ich przywódcami byli Godefroy Cavaignac oraz François Raspail. Aktywni byli też mniej radykalni republikanie, mający reprezentację w parlamencie.
Miasto Paryż było przeludnione, a rewolucja przemysłowa i gwałtowne przemiany w strukturze gospodarczej wpędziły tysiące osób w nędzę. W maju 1832 w dzielnicach centralnych wybuchła epidemia cholery. Plotki o zatruwaniu studni z polecenia rządu, by zlikwidować element potencjalnie wywrotowy, jeszcze obniżyły poparcie dla Ludwika Filipa i gabinetu Casimira Pierre’a Périera, który notabene także padł ofiarą cholery.

## Raport Trzydziestu Dziewięciu
Trzydziestu dziewięciu deputowanych, którym przewodzili właśnie republikanie, spotkało się 22 maja 1832 u Jacques’a Laffitte’a w celu zredagowania adresowanego do wyborców raportu z ich dotychczasowej działalności parlamentarnej. Raport przerodził się w otwarte i mocne oskarżenie polityki rządu Périera, ale nie samej monarchii. W raporcie padały oskarżenia o łamanie praw obywatelskich przez rząd Périera oraz o niechęć do obrony narodów europejskich walczących z uciskiem, np. Polaków. Dokument po publikacji wywołał żywą dyskusję, chociaż zawierał wiele sformułowań niekonkretnych (jak monarchia otoczona instytucjami republikańskimi) i przesadzał w ocenie kontrrewolucyjnego zagrożenia. Było to najpoważniejsze oskarżenie monarchii lipcowej wygłoszone przez ludzi, którzy jeszcze niedawno byli jej współtwórcami, toteż skłoniło ono opozycję pozaparlamentarną do zintensyfikowania działań.

## 5 czerwca
5 czerwca miał miejsce pogrzeb kolejnej ofiary epidemii – republikańskiego generała Maksymiliana Lamarque’a. Przywództwo ugrupowań republikańskich postanowiło przekształcić go w wielką manifestację, co miało szanse powodzenia wobec opinii ludowego dobroczyńcy, jaką cieszył się zmarły. Na pogrzebie zjawili się masowo radykalni studenci uniwersytetu i politechniki, wznosząc republikańskie hasła. Niemniej pochód posuwał się bez przeszkód bulwarami w kierunku Père-Lachaise aż do momentu, gdy znalazł się na wysokości Mostu Austerlitz. Wówczas, według relacji świadków, od strony Placu Bastylii nadjechał człowiek na koniu, w czarnym stroju, z czerwonym sztandarem w dłoni, którego tożsamości nie udało się ustalić. Był to sygnał; republikanie masowo wyciągnęli czerwone sztandary, które miały odtąd zastąpić trójkolorowe jako symbol buntu, natomiast eskortujący trumnę dragoni rozpoczęli szarżę w kierunku tłumu. Republikanie rozbiegli się po ulicach, nawołując do broni.
Na ulicach zaczęły wyrastać barykady. Wojsko i Gwardia Narodowa, zdezorientowane, w pierwszej chwili nie reagowały. Według Louisa Blanca w ciągu następnych trzech godzin łupem powstańców padły: Plac Królewski, Arsenał (co pozwoliło na względnie dobre, w porównaniu z późniejszymi powstaniami paryskimi, zaopatrzenie w broń), fabryka broni na ul. Pasteur, prochownia de la Gare i plac Maubert, a przede wszystkim dzielnica Św. Dionizego. Centrum buntu usytuowało się właśnie w przeludnionych dzielnicach centralnych (Les Halles), gdzie labirynt wąskich średniowiecznych uliczek stworzył idealne miejsce do budowy barykad. W ten sposób w rękach insurgentów była jedna trzecia miasta.
Mobilizacja wojsk nastąpiła dopiero po południu. Ludwik Filip I, który przyjmował w tym czasie wizytę króla Belgów Leopolda I w Compiègne, na wieść o zamieszkach wrócił do Paryża i osobiście dokonał przeglądu stacjonujących w mieście wojsk. Spowodowało to mobilizację wojska i Gwardii, na czele których stanął marszałek Mouton. Po wysłaniu pierwszych oddziałów do walki, król spotkał się z Laffitte’em, Odillonem Barrot oraz François Arago, czołowymi deputowanymi republikańskimi, którzy usiłowali wynegocjować z nim zgodę na łagodne potraktowanie walczących na ulicach. Twierdzili, że mogą swoim autorytetem skłonić powstańców do złożenia broni, o ile król da im gwarancje w sprawie rezygnacji z represji. Ludwik Filip pozostał jednak nieprzejednany.
Jeszcze tego samego dnia żołnierze zdobyli przyczółki powstańcze na lewym brzegu Sekwany, odbili Plac Królewski i zamknęli jeszcze broniących się republikanów w centrum miasta. W odniesieniu do schwytanych powstańców reakcje były różne – na niektórych barykadach żołnierze rozstrzeliwali pojmanych obrońców na miejscu, na innych odstawiali ich do więzienia.

## 6 czerwca
Według Blanca i naocznych świadków 6 czerwca rano tylko nieliczne grupy najbardziej zdeterminowanych kontynuowały walkę. Powstańcy panowali nad Placem Bastylii, częścią Przedmieścia Św. Antoniego, dzielnicą Hal i częścią domów przy Châtelet. Największa barykada, broniona przez kilkaset osób pod dowództwem robotnika Jeanne’a, znalazła się na rogu ulic Saint-Martin i Cloître Saint-Merri, przy kościele i klasztorze Saint Merri. Jeanne, który ocalał i został razem ze swoimi zastępcami Rossignolem i Vigouroux postawiony przed sądem, zeznał, iż w dniu 6 czerwca dowodzona przezeń barykada odparła kolejno 4 ataki i uległa dopiero wtedy, gdy siły i zapas amunicji powstańców skończyły się, zaś Gwardia Narodowa kontynuowała ostrzał z działa. Opisał też, że walki przeniosły się z ulicy na teren zabudowań klasztornych i skończyły rzezią obrońców. Aresztowano tylko przywództwo obrony, zapewne w nadziei uzyskania zeznań o formie i kształcie tajnych stowarzyszeń. Saint-Merri, ostatni bastion powstańców, padł około trzeciej po południu.

## Konsekwencje
Wydarzenia 5 i 6 czerwca pochłonęły łącznie około 800 ofiar śmiertelnych, co wynikało z furii, z jaką żołnierze atakowali ostatnie broniące się barykady. W drugim dniu walk aresztowania pojmanych obrońców barykad (wtrącanych do więzienia Św. Pelagii) były niezmiernie rzadkie, większość z nich ginęła na miejscu, rozstrzelana lub zakłuta bagnetami.
Powstańcy, którzy przeżyli, zostali postawieni przed sądami wojskowymi, na podstawie faktu, iż 6 czerwca rano w mieście ogłoszono stan oblężenia. Jednak po wydaniu przez nie pierwszego wyroku śmierci (18 czerwca), grupa lewicowych prawników odwołała się do faktu niezgodności faktu postawienia cywilnych powstańców przed sądem wojskowym z Kartą Konstytucyjną na tyle skutecznie, że Ludwik Filip nakazał przeniesienie ich spraw przed zwykłe sądy. Te jednak, ku powszechnemu zaskoczeniu, także wydały surowe wyroki, skazując 75 osób na więzienie lub ciężkie roboty oraz 7 na śmierć (w tym Jeanne’a). Ludwik Filip zastosował jednak prawo łaski i zamienił tę karę na deportację.
Partia republikańska zasiadająca w parlamencie i redagująca gazetę National na ogół albo odcięła się od wydarzeń ulicznych, lub też poddała je krytyce, co wywołało wielkie rozgoryczenie wśród ocalałych członków tajnych stowarzyszeń i wzmogło nieufność wobec „oficjalnych” zwolenników republiki. Jednak także przywódcy Przyjaciół Ludu, oprócz cudem ocalałego z barykady Raspaila, nie wzięli bezpośredniego udziału w walce.
Mimo klęski, tajne stowarzyszenia zachowały popularność, na tyle dużą, że już w roku następnym Stowarzyszenie Przyjaciół Ludu na nowo miało 3260 członków i 163 sekcje w całym kraju. Pamięć o roku 1832 była przechowywana przez radykalne skrzydła partii lewicowych, które w 1848 r., po rewolucji lutowej, powołały nawet Klub Ocalałych z Barykady Saint-Merri.

## W literaturze

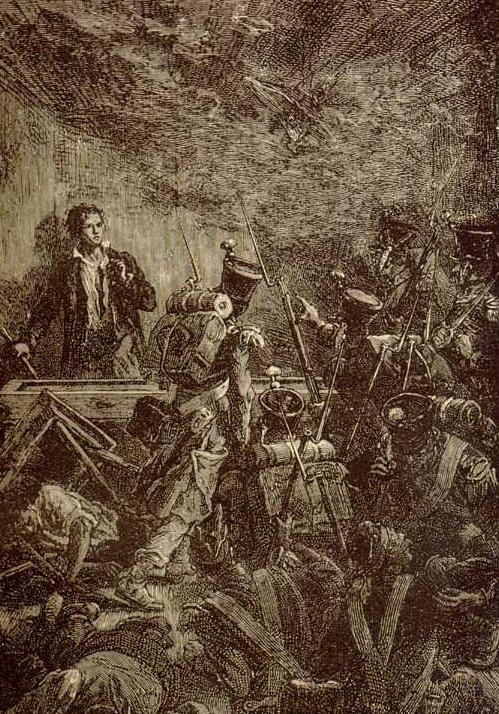
Śmierć Enjolrasa na barykadzie na ulicy Konopnej

Do zachowania pamięci o powstaniu z 1832 r. w ogromnej mierze przyczynił się jego literacki obraz w Nędznikach Wiktora Hugo. Autor w szczegółach opisał w powieści funkcjonowanie tajnego stowarzyszenia, budowę barykady 5 czerwca, a następnie jej bohaterską obronę. Hugo w utworze świadomie pomieszał prawdę z fikcją: opisuje szereg epizodów, o których mówią też inni świadkowie walk, miesza jednak wydarzenia z różnych barykad i umiejscawia je tam, gdzie w 1832 r. barykady nie było – na rogu ulic Konopnej i Zakrętu (które to miejsce, choć poważnie przekształcone, częściowo zachowało się do naszych czasów). Według relacji autora dwie najbardziej znane postacie występujące w tym fragmencie Nędzników – dowódca powstańców Enjolras oraz uliczny łobuziak Gavroche –
miały swoje pierwowzory: powstańca z Saint-Merri nazwiskiem Vigouroux oraz walczącego na tej samej barykadzie trzynastoletniego chłopca imieniem Joseph.
Bohater Straconych złudzeń Honoriusza Balzaca Michel Chrestien, szlachetny republikanin i idealista, ginie na barykadzie przy kościele Saint-Merri. Na życie Lucjana Leuwena, bohatera powieści Stendhala pod tym samym tytułem, istotnie wpływa fakt, że jako młody człowiek, student, wziął udział w powstaniu 1832.